# Дьяков, Пётр Егорович
Пётр Егорович Дьяков (4 января 1912, Усть-Ламенка, Тобольская губерния — 1991, Тюмень) — тракторист, участник Великой Отечественной войны. Наиболее известен как прототип героя песни «Прокати нас, Петруша, на тракторе».

## Биография
Пётр Дьяков родился в волостном селе Усть-Ламенка в крестьянской семье. В 1926 году вступил в комсомол.
В начале 1929 года научился водить трактор и стал трактористом коммуны «Новый путь». 2 июля 1929 году был доставлен в больницу.
По распространенной в советское время версии, был ночью избит местными кулаками, облит керосином и подожжен, но выжил. А по другой, распространившейся в девяностые годы, версии, сам Петр по неосторожности облился керосином, зажег спичку, загорелся, и оказавшиеся рядом кулаки довезли его до больницы.
По свидетельству самого П.Дьякова, до больницы довезли его коммунары, два года лечился.
Позже, с 1931 года он был строителем Магнитки.
Прошел Великую Отечественную войну от начала до конца, получив за участие в боях два ордена, работал механизатором.

## История, лежащая в основе песни
3 августа 1929 года в газете «Комсомольская правда» вышел очерк «Огненный тракторист».

## Песня
«Прокати нас, Петруша, на тракторе» — советская русская народная песня. Слова взяты из поэмы «Дьяков Пётр» Ивана Молчанова (1929), музыка приписывается Владимиру Захарову или руководителю Ивановского объединения «Агитэс» Илье Горину.
В мелодии песни, как часто делали советские композиторы тех времён, к интонационной ткани частушек-страданий добавляется маршевая «подкладка», в данном случае, правда, едва различимая.

## Влияние
По мотивам песни написана одноимённая картина в жанре, близком к наивной живописи, Анны Близеевой — землячки Петра Дьякова.

## Интересный факт
Леонид Брежнев в своих воспоминаниях «Чувство Родины» (1981) так пишет о П. Е. Дьякове: 

Все это было не в кино, не в книгах, а в собственной жизни. Вместе с другими комсомольцами я сталкивался с кулаками на полях, спорил с ними на сельских сходах. Нам угрожали кольями, вилами, злобными записками, камнями, брошенными в окно. Однажды прочитали в газетах, что в соседней Тюменской области кулаки совершили гнусное преступление — одно из первых прогремевших тогда, в период массовой коллективизации, на всю страну. Ночью они подкараулили тракториста Петра Дьякова, спавшего в кабине, облили керосином и подожгли. Мы тяжело переживали страшную смерть неизвестного нам, но сразу ставшего родным соратника и товарища. И еще решительнее, смелее повели наступление на ненавистных кулаков.
А вскоре появилась песня о том трактористе. Мы полюбили ее и пели без конца, притом часто стоя — в память о герое коллективизации.
По дорожке неровной, по тракту ли —
Все равно нам с тобой по пути.
Прокати нас, Петруша, на тракторе,
До околицы нас прокати!
Заканчивали в общем-то мягкую, лирическую, душевную песню мы уже грозно, обращая ее слова и к себе:
Огрызаются, лютые, лаются,
Им нерадостен наш урожай…
Кулачье до тебя добирается:
Комсомолец, родной, не плошай!

Лишь через годы, лет через тридцать, я узнал, что Петр Дьяков чудом остался жив, да еще отвоевал всю войну. Словом, подлинно человек из песни